# شهرستان گوان
شهرستان گوان (به لاتین: Gu'an County) یک منطقهٔ مسکونی در چین است که در لانگ فنگ واقع شده‌است. شهرستان گوان ۶۹۷ کیلومتر مربع مساحت و ۴۰۰٬۰۰۰ نفر جمعیت دارد و ۲۶ متر بالاتر از سطح دریا واقع شده‌است.